# Oupa Manyisa
Oupa Manyisa (Mohlakeng, 30 de julho de 1988) é um futebolista profissional sul-africano que atua como defensor.

## Carreira
Oupa Manyisa representou o elenco da Seleção Sul-Africana de Futebol no Campeonato Africano das Nações de 2015.